# Daniel Traxler
Daniel Traxler (ur. 15 listopada 1993 r. w Spital am Pyhrn) – austriacki narciarz dowolny, specjalizujący się w konkurencji skicross.

## Życie prywatne
Urodzony i obecnie zamieszkujący w Spital am Pyhrn. Narciarstwo zaczął uprawiać w wieku 3 lat, natomiast w wieku 6 lat uczestniczył w pierwszych zawodach. Poza narciarstwem interesuje się piłką nożną, tenisem oraz chodzeniem po górach.

## Kariera
Na arenie międzynarodowej zadebiutował w listopadzie 2011 roku w zawodach juniorskich rozgrywanych w szwajcarskim Saas-Fee. W styczniu 2012 roku zajął 8. lokatę w pierwszym w karierze konkursie z cyklu Pucharu Europy. W klasyfikacji skicrossu tego cyklu, w sezonie 2014/2015 zajął 2. miejsce. Dwukrotnie startował w mistrzostwach świata juniorów. W 2013 roku podczas mistrzostw rozgrywanych we włoskim Valmalenco zajął 11 lokatę, z kolei rok później podczas mistrzostw rozgrywanych w tej samej miejscowości uplasował się na 17. miejscu.
Debiut w zawodach z cyklu Pucharu Świata przypadł na luty 2015 roku. Wtedy to zajął 63. oraz 60. lokatę podczas dwóch konkursów rozgrywanych w szwajcarskiej Arosie. Na pierwsze pucharowe punkty musiał poczekać do grudnia 2015 roku. Podczas dwóch konkursów we francuskim Val Thorens zajął kolejno 23. oraz 22. miejsce. W styczniu 2019 po raz pierwszy ukończył zawody PŚ na podium. W trakcie dwóch konkursów rozgrywanych w szwedzkim Idre Fjäll stanął kolejno na trzecim oraz drugim stopniu podium. W lutym 2019 roku zadebiutował podczas mistrzostw świata w Solitude, które ukończył na 25. lokacie. W klasyfikacji skicrossu w sezonie 2018/2019 uplasował się na 6. pozycji. Do tej pory nie startował w igrzyskach olimpijskich.

## Osiągnięcia

### Mistrzostwa świata
| Miejsce | Dzień    | Rok  | Miejscowość | Konkurencja | Zwycięzca      |
| ------- | -------- | ---- | ----------- | ----------- | -------------- |
| 25.     | 2 lutego | 2019 | Solitude    | Skicross    | François Place |

### Puchar Świata

#### Miejsca w klasyfikacji generalnej
- sezon 2015/2016: 119.
- sezon 2016/2017: –
- sezon 2017/2018: –
- sezon 2018/2019: 39.

#### Miejsca w klasyfikacji skicrossu
- sezon 2015/2016: 27.
- sezon 2016/2017: –
- sezon 2017/2018: –
- sezon 2018/2019: 6.

#### Miejsca na podium w zawodach
1. Idre Fjäll – 19 stycznia 2019 (skicross) – 3. miejsce
2. Idre Fjäll – 20 stycznia 2019 (skicross) – 2. miejsce